# ベンジャミン・A・ルービン
ベンジャミン・A・ルービン（Benjamin A. Rubin、1917年9月27日、ニューヨーク – 2010年3月8日）は、天然痘の根絶に重要な役割を果たした、分岐ワクチン接種針（bifurcated vaccination needle）の発明者として知られるアメリカの微生物学者である 。ルービンは、ミシンの針のグロメットを取り、それを粉砕してこの装置を発明した。
1992年、ルービンは全米発明家殿堂に殿堂入りした。 